# Niponius osorioceps
Niponius osorioceps är en skalbaggsart som beskrevs av Lewis 1885. Niponius osorioceps ingår i släktet Niponius och familjen stumpbaggar. Inga underarter finns listade i Catalogue of Life.